# Liste der Kulturdenkmale in Schillsdorf
In der Liste der Kulturdenkmale in Schillsdorf sind alle Kulturdenkmale der schleswig-holsteinischen Gemeinde Schillsdorf (Kreis Plön) und ihrer Ortsteile aufgelistet (Stand: 10. März 2025).

## Legende
In den Spalten befinden sich folgende Informationen:
- Objekt-ID: die Nummer des Kulturdenkmales
- Lage: die Adresse des Kulturdenkmales und die geographischen Koordinaten. Kartenansicht, um Koordinaten zu setzen. In der Kartenansicht sind Kulturdenkmale ohne Koordinaten mit einem roten Marker dargestellt und können in der Karte gesetzt werden. Kulturdenkmale ohne Bild sind mit einem blauen Marker gekennzeichnet, Kulturdenkmale mit Bild mit einem grünen Marker.
- Offizielle Bezeichnung: Bezeichnung des Kulturdenkmales
- Beschreibung: die Beschreibung des Kulturdenkmales
- Bild: ein Bild des Kulturdenkmales

## Bauliche Anlagen
| Objekt-ID | Lage                                     | Offizielle Bezeichnung | Beschreibung | Bild |
| --------- | ---------------------------------------- | ---------------------- | --- | ---- |
| 5608      | Mannhagen 3 (54° 8′ 33″ N, 10° 9′ 36″ O) | Forsthaus Schönhagen   | ehem. Forsthaus Schönhagen; 1832; eingeschossiger Backsteinbau mit reetgedecktem Satteldach, übergiebeltem Eingangsrisalit und rückwärtigem Anbau - Begründung: geschichtlich, Kulturlandschaft prägend - Schutzumfang: gesamtes Objekt - Denkmaltyp: Bauliche Anlage | BW   |

## Quelle
- Liste der Kulturdenkmale in Schleswig-Holstein – Kreis Plön (PDF)

- Karte mit allen Koordinaten:
- OSM |
- WikiMap